# Ajuga pyramidalis subsp. meonantha
Ajuga pyramidalis subsp. meonantha é uma subespécie de planta com flor pertencente à família Lamiaceae. 
A autoridade científica da subespécie é (Hoffmanns. & Link.) R.Fern., tendo sido publicada em Boletim da Sociedade Broteriana II, 34: 131. 1960.

## Portugal
Trata-se de uma subespécie presente no território português, nomeadamente em Portugal Continental.
Em termos de naturalidade é nativa da região atrás indicada.

## Protecção
Não se encontra protegida por legislação portuguesa ou da Comunidade Europeia.